# Rio Cimirnariu
O Rio Cimirnariu é um rio da Romênia, afluente do Falcău, localizado no distrito de Suceava.